# 瓦雷 (烏克蘭)
48°7′30″N 22°42′38″E / 48.12500°N 22.71056°E
瓦雷（羅馬化：Vary）是位於烏克蘭西部外喀爾巴阡州貝雷霍韋區貝雷霍韋市鎮的村莊，始建於1320年，面積5.8平方公里，海拔高度115米，2012年人口3,302，人口密度每平方公里569.31人。